# Étienne Decroux
Étienne Decroux (Paris, 19 de julho de 1898 — Boulogne-Billancourt, 12 de março de 1991) foi um ator e mímico francês.

## Vida
Depois de estudar na escola do teatro do Vieux-Colombier de Jacques Copeau, ele participou da companhia de Charles Dullin onde ele trabalhou como ator durante vários anos. Igualmente Decroux trabalhou sob a direção de Antonin Artaud, de Louis Jouvet e participou de muitos filmes dirigidos por Marcel Carné e pelo surrealista Jacques Prévert. Seu interesse principal era o estudo da expressão do corpo, e nos últimos 40 anos de sua vida, abandonou as grandes apresentações públicas e a carreira como ator para se dedicar inteiramente à técnica chamada de Mímica Corporal Dramática.
Em colaboração com Jean-Louis Barrault, seu primeiro aluno, suas pesquisas se dirigiram a elaborar uma técnica que ele nomeou Mimo Corporal ou Mímica Corporal Dramática (Mime Corporel). Nos anos 1940 ele fundou uma escola em Paris onde vários artistas importantes do mundo inteiro participaram. Ele ensinou também em várias instituições de prestigio mundial, como o Piccolo Teatro de Giorgio Strehler, o Actors Studio de New York onde ele criou sua própria companhia nos Estados Unidos na década de 1950. Considerado como o pai da mímica moderna, podemos citar entre seus alunos Marcel Marceau, Yves Lebreton, Thomas Leabhart, Jean Asselin, Corinne Soum, Steven Wasson e Luís Otávio Burnier, fundador do Lume Teatro (Brasil).

## Publicações
Paroles sur le Mime (Palavras sobre Mime), é um de seus escritos que ainda hoje são publicados. Em Palavras sobre Mime, Decroux esboçou uma "cura" para uma cena de teatro atolada pela tradição e falta de inventividade, um teatro que estava "sufocando sob um monte de escombros". Ele argumentou que a fala comum deveria ser banida do teatro por um período limitado (30 anos) ou até que o ator "assumisse o comando em sua própria casa"; ou seja, era capaz de usar plenamente suas habilidades físicas expressivas. Todos os ruídos vocais foram proibidos por 20 anos, após os quais a voz (e eventualmente a fala inteligível) reaparecia gradativamente - controlada pelo ator e usada apenas quando era necessário e não por preguiça ou falta de invenção. Suas proibições são as seguintes:
- Por um período de 30 anos, a proscrição de toda arte alienígena. Devemos substituir o cenário da sala de estar pelo cenário do próprio teatro, sendo nossa intenção apenas fornecer um pano de fundo para todas as ações imagináveis.

- Nos primeiros 10 anos deste período de 30 anos: a proibição de qualquer elevação no palco, como bancos, escadas, terraços, varandas, etc. O ator terá que dar a impressão de que está mais alto e seu parceiro mais baixo, mesmo quando na realidade eles estão lado a lado. Posteriormente, a autorização de certas formas de elevação com a condição de que criem dificuldades ainda maiores para o ator.

- Pelos primeiros 20 anos desse período de 30 anos: a proscrição de qualquer som vocal. Depois, a aceitação de gritos inarticulados por cinco anos. Finalmente, palavras são aceitas para os últimos cinco anos do período de 30 anos, mas [devem ser] inventadas pelo ator.

Após este período de guerra: estabilidade. As peças devem ser compostas na seguinte ordem:
A. Esboço aproximado da ação escrita servindo como base para o trabalho.
B. O ator imitando sua ação, acompanhando-a com sons inarticulados e, então, improvisando seu texto.
C. Introdução de um dramaturgo para traduzir o texto para o idioma de escolha, sem adicionar uma palavra.
D. Reaparecimento das artes alienígenas, mas praticadas pelos atores. E quando o ator for [o] mestre em sua própria casa, ele cuidará da contratação de dançarinos, cantores e músicos para as tarefas indispensáveis e bem definidas. E então veremos no pôster: 'texto organizado pelo Sr. Secondo'. "(Decroux, 1985, pp. 26-27)

## Filmografia
- 1957: Comme un cheveu dans la soupe
- 1952: La Bergère et le ramoneur
- 1947: Clochemerle
- 1946: Voyage surprise
- 1945: Les enfants du paradis. Importante filme sobre o Teatro de Feira e o teatro dos bulevares parisienses.
- 1943: Le Corbeau
- 1942: Macao, l'enfer du jeu
- 1938: Belle étoile
- 1932: L'Affaire est dans le sac

## Teatro
- 1925: La Femme silencieuse de Ben Jonson, mise en scène Charles Dullin, Théâtre de l'Atelier
- 1931: La Vie primitive d'Étienne Decroux, Théâtre de l'Atelier